# Kašpar Melichar ze Žerotína
Kašpar Melichar ze Žerotína, pán na Kolíně a Nových Dvorech (německy Kaspar Melchior von Zierotin, 1556 – 20. dubna 1632) byl český šlechtic z významného moravského rodu Žerotínů v 16. století.

## Život
Narodil se jako syn Karla ze Žerotína na Kolíně a Nových Dvorech (1509–1560) a jeho manželky Veroniky Trčkové z Lípy. Měl bratry Jana Jetřicha a Jana Lukáše.
Když vypukl spor s Uhry, vedl jako císařský komisař poselstvo arcivévody Matyáše z Čech a s nasazením vlastního života jej pomohl urovnat.
Ačkoliv byl protestantského vyznání, v době českého stavovského povstání zůstal věrný císaři. Po porážce povstání a zahájení rekatolizace zůstal věrný i svému vyznání, v němž setrval až do své smrti.

### Majetek

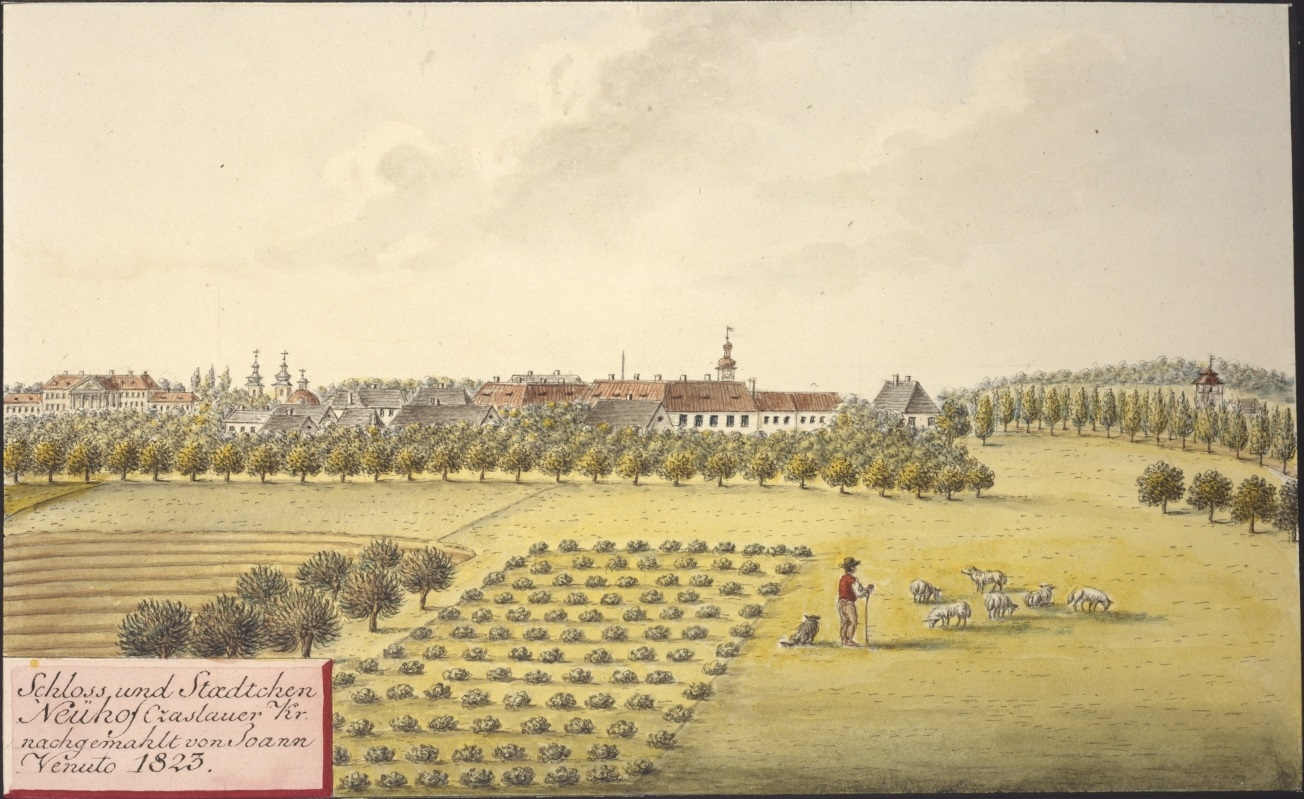
Zámek a městys Nové Dvory, malba Johanna Venuta z roku 1823

V roce 1558 získal Kašparův otec Karel, který již předtím držel jako zástavu panství Kolín, od potomků Hynka Martinického z Chřenovic statek Nové Dvory. Ty poté Kašpar Melichar převzal a nechal zde postavit renesanční zámek. K Novým Dvorům tehdy patřilo devět vesnic, samotná ves Nové Dvory ale ještě neexistovala, v okolí zámku byl jen hospodářský dvůr a ovčín. Správní celek panství Nové Dvory se poprvé uvádí v roce 1593.
Po Kašparu Melicharovi ze Žerotína vlastnila Nové Dvory jeho dcera Eliška Polyxena se svým manželem Petrem Vokem Švihovským z Rýzmberka († 1642). Za nich byl v roce 1639 zámek vypálen švédskými vojáky generála Banéra a zůstaly z něj jen obvodové zdi. Jejich syn Bedřich Kašpar Švihovský z Rýzmberka (1626-1654) zdědil panství jako nezletilý v roce 1642, později provedl jen nejnutnější opravy zničeného zámku.
V roce 1609 byl vyplacen jeho nárok na Kovanice ve středních Čechách, jako vypořádání sporu po jeho příbuzné Barboře Křinecké z Ronova na Rožďalovicích.

### Manželství a potomstvo
Kašpar Melichar byl dvakrát ženat: 
1. Od roku 1582 s Kateřinou ze Šlejnic († 1597).
2. Od roku 1598 s Alžbětou (Eliškou) z Valdštejna na Lomnici († 20.4.1632), dcerou Václava Štěpanického z Valdštejna a Elišky z Martinic.

Z prvního manželství měl tyto děti:
- Jan Vavřinec (Lorenc)
- Karel ml.
- Anna, v roce 1611 se provdala za Jana Diviše ze Žerotína na Brandýse nad Orlicí
- Veronika († po 1623), manželka Diviše Lacemboka Slavaty z Chlumu a Košumberka na Košumberku

Ze druhého manželství měl tyto děti:
- Jan Jetřich
- Jan Diviš († 1607)
- Alžběta (Eliška) Polyxena († 1636), provdaná za Petra Voka Švihovského z Rýzmberka (kolem roku 1600-1642), syn Bedřich
- Magdalena Kateřina, provdaná za Jindřicha Volfa Berku z Dubé